# The Shore
The Shore est un jeu vidéo d'exploration, d'aventure et d'horreur développé par le développeur indépendant grec Ares Dragonis.
Une démo jouable du jeu est sortie en juillet 2020. La version complète du jeu est sortie pour Microsoft Windows le 19 février 2021.

## Système de jeu
The Shore emprunte des éléments de walking simulator et de survival horror, une grande partie des niveaux précédents du jeu étant axés sur la navigation et l'interaction avec l'environnement à la recherche d'indices et d'objets qui développent l'histoire, tandis que les sections ultérieures impliquent des séquences de combat et de poursuite de monstres. Certaines capacités (par exemple, sauter) sont progressivement débloquées au fur et à mesure que le joueur progresse dans le jeu,. Dans le cadre de la composante d'exploration, The Shore propose une variété de puzzles, dont beaucoup impliquent que le joueur trouve et utilise des objets dispersés dans l'environnement pour déverrouiller l'accès à la zone suivante du jeu.

## Trame
Basé sur les travaux de H. P. Lovecraft, The Shore raconte l'histoire d'Andrew, un pêcheur à la recherche de sa fille sur une île mystérieuse envahie par des entités lovecraftiennes[réf. nécessaire].

## Développement
The Shore a été principalement conçu et développé par Ares Dragonis, qui a commencé à travailler sur le jeu au début de 2019. Travaillant en solo sur le projet pendant 11 mois, Dragonis a finalement uni ses forces avec le programmeur Adonis Brosteanu et le compositeur Thanos Zampoukas, la voix off du protagoniste principal étant fournie par Brandon Fague. Une démo jouable de The Shore a été publiée en juillet 2020, ainsi qu'une campagne de financement participatif sur Ulule pour soutenir une sortie commerciale complète. La campagne s'est terminée avec succès en août, collectant les fonds nécessaires pour que Dragonis et Brosteanu étoffent le mode Histoire du jeu.

## Accueil
Après sa sortie en février 2021, l'accueil pour The Shore a été mitigé. Le jeu a une note « moyennes » sur Steam, avec plus de la moitié des utilisateurs donnant une évaluation positive au jeu. Sur le site d'agrégateur d'avis Metacritic, The Shore a actuellement une note moyenne de 61/100 basée sur 6 avis. Les critiques ont généralement fait l'éloge des visuels, de l'atmosphère et de la conception sonore du jeu, mais ont critiqué le gameplay, en particulier les énigmes et les mécanismes de combat de The Shore,.